# بروس لیانگ
بروس لیانگ (چینی: 梁小龍؛ زادهٔ ۲۸ آوریل ۱۹۴۸) بازیگر اهل هنگ کنگ است.
از فیلم‌ها یا برنامه‌های تلویزیونی که وی در آن نقش داشته است، می‌توان به جنب و جوش کنگ فو، استاد بزرگ و ایپ من اشاره کرد.